# United Abominations
United Abominations – jedenasty studyjny album thrash metalowego zespołu Megadeth. Ukazał się w maju 2007 roku za sprawą wytwórni Roadrunner Records. Producentami krążka są: lider zespołu Dave Mustaine oraz Andy Sneap i Jeff Balding.
Otwierającą album piosenkę "Sleepwalker" można ściągnąć za darmo z oficjalnej strony zespołu oraz wytwórni Roadrunner Records. Natomiast inny numer, który znajdzie się na płycie promuje od jakiegoś czasu grę komputerową "Gears Of War" i nosi ten sam tytuł.

## Lista utworów
Opracowano na podstawie materiału źródłowego.
1. "Sleepwalker" - 5:49
2. "Washington Is Next!" - 5:10
3. "Never Walk Alone... A Call to Arms" - 3:49
4. "United Abominations" - 5:35
5. "Gears of War" - 4:26
6. "Blessed Are the Dead" - 4:02
7. "Play for Blood" - 3:12
8. "À Tout le Monde (Set Me Free)" - 4:11
9. "Amerikhastan" - 3:44
10. "You're Dead" - 3:19
11. "Burnt Ice" - 3:47
12. "Out on the Tiles" (cover Led Zeppelin) - 4:03 (bonus)
13. "Black Swan" - 4:04 (bonus)

## Twórcy
Opracowano na podstawie materiału źródłowego.
- Dave Mustaine - śpiew, gitara
- Glen Drover - gitara
- James LoMenzo - gitara basowa
- Shawn Drover - perkusja
- Cristina Scabbia - śpiew w utworze "À Tout le Monde (Set Me Free)"